# Gichang
De Gichang is een Koreaans wapen dat voor het eerst beschreven wordt in de Muyesinbo, een Koreaans handboek uit 1759. Het wordt later tevens beschreven in de Muyedobotongji uit 1791.
Het wapen is bestaat uit een speer met daar een vlag aan bevestigd. Volgens de Muyedobotongji was de vlag zwart van kleur. De gichang werd ook wel danchang (단창) genoemd, wat 'korte speer' betekent. De speer was ongeveer 2,75 meter lang en de lengte van de kling ongeveer 23 centimeter.
In de Muyedobotongji is nog een hoofdstuk met de naam gichang (騎槍). Dit hoofdstuk behandelt het vechten met speer voor ruiters. De hanja voor beide woorden verschilt.